# Schmißberg
Schmißberg là một đô thị thuộc huyện Birkenfeld, bang Rheinland-Pfalz, Đức. Đô thị này có diện tích 1,68 km².